# Pedro Isidro
Pedro Miguel Piriquito Isidro (Azambuja, 17 de julho de 1985) é um atleta português especialista em marcha atlética. Representou Portugal na prova dos 50 quilómetros marcha nos Jogos Olímpicos de Verão de 2012, realizados em Londres e nos Jogos Olímpicos de Verão de 2016, realizados no Rio de Janeiro.

## Recordes
| Ano                    | Competição                              | Local                  | Posição                | Evento                 | Notas                  |
| A representar Portugal | A representar Portugal                  | A representar Portugal | A representar Portugal | A representar Portugal | A representar Portugal |
| ---------------------- | --------------------------------------- | ---------------------- | ---------------------- | ---------------------- | ---------------------- |
| 2008                   | Taça do Mundo de Marcha Atlética        | Cheboksary, Rússia     | 50                     | 20 km marcha           | 1:25:22                |
| 2009                   | Taça da Europa de Marcha                | Metz, França           | 20                     | 20 km marcha           | 1:31:54                |
| 2010                   | Taça do Mundo de Marcha Atlética        | Chihuahua, México      | 30                     | 20 km marcha           | 1:27:55                |
| 2010                   | Campeonato Ibero-americano de Atletismo | San Fernando, Espanha  | 3                      | 20 000 m marcha        | 1:25:54.7              |
| 2011                   | Taça da Europa de Marcha                | Olhão, Portugal        | 14                     | 20 km marcha           | 1:27:39                |
| 2012                   | Taça do Mundo de Marcha Atlética        | Saransk, Rússia        | 26                     | 50 km marcha           | 3:58:00                |
| 2012                   | Jogos Olímpicos de Verão                | Londres, Reino Unido   | 39                     | 50 km marcha           | 3:58:59                |
| 2013                   | Taça da Europa de Marcha                | Dudince, Eslováquia    | 17                     | 50 km marcha           | 3:57:09                |
| 2013                   | Campeonato Mundial de Atletismo         | Moscovo, Rússia        | 28                     | 50 km marcha           | 3:57:30                |
| 2014                   | Taça do Mundo de Marcha Atlética        | Taicang, China         | 22                     | 50 km marcha           | 3:56:15                |
| 2014                   | Campeonatos da Europa de Atletismo      | Zurique, Suíça         | 25                     | 50 km marcha           | 4:07:44                |
| 2015                   | Taça da Europa de Marcha                | Múrcia, Espanha        | —                      | 50 km marcha           | Não terminou a prova   |
| 2015                   | Campeonato Mundial de Atletismo         | Pequim, China          | 21                     | 50 km marcha           | 3:55:44                |
| 2016                   | Jogos Olímpicos de Verão                | Rio de Janeiro, Brasil |                        | 50 km marcha           |                        |